# Kris Kristofferson

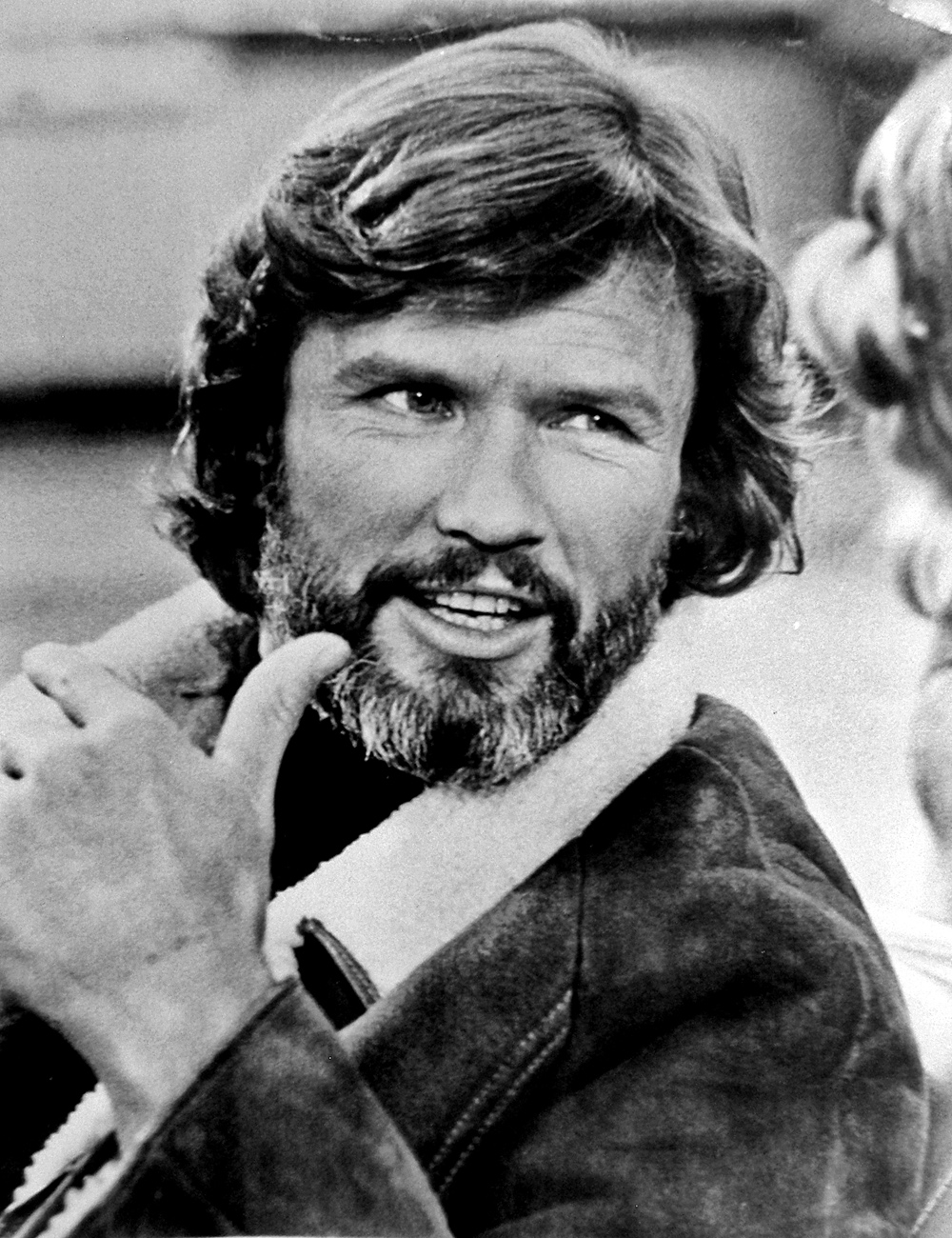
Kris Kristofferson (1978)

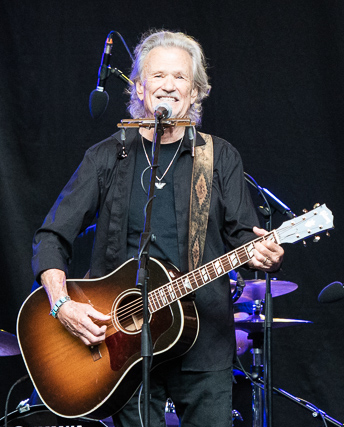
Kristofferson na koncercie w 2018

Kris Kristofferson, właśc. Kristoffer Kristian Kristofferson (ur. 22 czerwca 1936 w Brownsville, zm. 28 września 2024 w Hana) – amerykański aktor, piosenkarz, kompozytor i autor tekstów piosenek. Uznawany za jednego z najważniejszych i najbardziej znanych wykonawców muzyki folk i country.
W 1985 dołączył do innych artystów country, Waylona Jenningsa, Williego Nelsona i Johnny’ego Casha, tworząc supergrupę muzyki country The Highwaymen.

## Życiorys

### Wczesne lata
Urodził się w Brownsville w Teksasie jako najstarsze z trojga dzieci Mary Ann (z domu Ashbrook; 1911–1985) i Larsa Henry’ego Kristoffera Kristoffersona (1905–1971), generała majora Amerykańskich Sił Powietrznych. Jego ojciec był pochodzenia szwedzkiego, a matka miała korzenie angielskie, szkocko-północnoirlandzkie, niemieckie, szwajcarsko-niemieckie i holenderskie. Dorastał z siostrą Karen Kirschenbauer (1938–2005) i bratem Kraigherem (ur. 1943). Jego dziadkowie ze strony ojca, Lars Kristofferson (1840–1900) i Elin Karolina Kristofferson (z domu Johansson), byli szwedzkimi imigrantami.
Swoje dzieciństwo spędził w większości na podróżach po Stanach Zjednoczonych. W 1954 ukończył San Mateo High School, szkołę średnią w San Mateo, w Kalifornii. Po ukończeniu w 1958 roku wydziału filozofii w Poloma College w Claremont w Kalifornii i otrzymaniu prestiżowego stypendium Rhodes, podjął studia na wydziale historii literatury angielskiej na Uniwersytecie Oksfordzkim w Oksfordzie.
Dorabiał jako barman, stróż w Columbia Studios, pilot śmigłowca wożący załogi platform wiertniczych, grał zawodowo w futbol amerykański i pod pseudonimem „Kris Carson” komponował piosenki. W latach 1964–68 odbył pięcioletnią służbę wojskową jako pilot w oddziałach Amerykańskich Siłach Powietrznych stacjonujących w Niemczech. Rozpoczął występy w klubach wojskowych.

### Kariera
Po wyjściu z wojska, w 1965 miał podjąć pracę jako wykładowca na West Point, zanim wyjechał na wakacje do Nashville, gdzie zetknął się z nurtem muzyki country. Pracował w różnych dziwnych miejscach, m.in. zamiatał podłogi w Columbia Studios. Tam poznał Johnny’ego Casha, który początkowo przyjął niektóre z piosenek Kristoffersona, ale nie zdecydował się ich nagrać, oraz był obecny w studiu przy realizacji albumu Boba Dylana „Blonde on Blonde”.
W 1966 roku Dave Dudley nagrał udany singiel „Viet Nam Blues”. W 1967 roku Kristofferson podpisał kontrakt z Epic Records i wydał singiel „Golden Idol”. Od 1970 występował na estradzie i nagrywał płyty. Stał się laureatem trzech nagród Grammy. Wylansował m.in. takie przeboje jak „Sunday Mornin' Comin' Down”, „Help Me Make it Through the Night”, „For the Good Times””, „Loving Her Was Easier” i „Why Not”. Jego piosenki wykonywali w swoim repertuarze m.in. Janis Joplin (Me and Bobby McGee), Elvis Presley (Why My Lord), Roger Miller, Johnny Cash, Sammi Smith i Jerry Lee Lewis (Once More with the Feeling). Wraz z Williem Nelsonem, Johnnym Cashem i Waylonem Jenningsem założył zespół The Highwaymen.
Przygodę z kinem Kristofferson – wówczas już ceniony wokalista i kompozytor – rozpoczął na początku lat 70. od występu w dramacie Dennisa Hoppera Ostatni film (The Last Movie, 1971) jako rybałt kowboj i kompozytor muzyki filmowej. Rok potem w społeczno-obyczajowym dramacie Cisco Pike (1972) zagrał tytułową postać muzyka, który z trudem wiążącego koniec z końcem i zaczyna zarabiać na życie jako diler marihuany. Doceniono go po przejmująco zagranej roli Williama H. Bonneya/Billy’ego Kida, bandyty broniącego za wszelką cenę swej wolności w westernie Sama Peckinpaha Pat Garrett i Billy Kid (Pat Garrett and Billy the Kid, 1973), za którą zdobył nominację do nagrody BAFTA Film. W ekranizacji powieści Yukio Mishimy Żeglarz, który utracił łaski morza (The Sailor Who Fell from Grace with the Sea, 1976) zagrał drugiego oficera statku handlowego, Jima Camerona, który angażuje się w związek z wdową (Sarah Miles). Z jego aktorskich dokonań doceniono postać gwiazdora rocka nadużywającego alkoholu w melodramacie muzycznym Narodziny gwiazdy (A Star Is Born, 1976) u boku Barbry Streisand, za którą odebrał nagrodę Złotego Globu.
Zasłynął także z roli zbuntowanego kierowcy ciężarówki, Martina Penwalda o przezwisku „Gumowy Kaczor”, który rozpoczyna brawurową ucieczkę przez lokalnym szeryfem w sensacyjnym filmie drogi Sama Peckinpaha Konwój (Convoy, 1978) z Ali MacGraw. Jednak jego kreacja szeryfa Jamesa Averilla w westernie Michaela Cimino Wrota niebios (Heaven’s Gate, 1980) i postać bankiera Hubbela Smitha w dramacie Alana J. Pakuli Prolongata (Rollover, 1981) z Jane Fondą były nominowane do antynagrody Złotej Maliny dla najgorszego aktora. Za oryginalną muzykę skomponowaną do dramatu muzycznego Autor tekstu (Songwriter, 1984) zdobył nominację do Oscara. W telewizyjnym westernie NBC Ostatnie dni Franka i Jesse’ego Jamesów (The Last Days of Frank and Jesse James, 1986) u boku Johnny’ego Casha zagrał legendarnego bandytę Dzikiego Zachodu – Jesse’ego Jamesa. W nominowanym do Oscara za najlepszy scenariusz dramacie Na granicy (Lone Star, 1996) wcielili się w skorumpowanego szeryfa. W filmach akcji Blade: Wieczny łowca (1998) Davida S. Goyera, Blade: Wieczny łowca II (2002) Guillermo del Toro i Blade: Mroczna trójca (2004) S. Goyera był mentorem tytułowego bohatera granego przez Wesleya Snipesa. W familijnych filmach Charlesa Martina Smitha: Mój przyjaciel Delfin (Dolphin Tale, 2011) i Mój przyjaciel delfin 2: Ocalić Mandy (Dolphin Tale 2, 2014) wystąpił jako Reed Haskett, ojciec Claya (Harry Connick Jr.) i dziadek Hazel (Cozi Zuehlsdorff). W komedii muzycznej Radośnie śpiewajmy (Joyful Noise, 2012) zagrał z Dolly Parton.
W 2017 w San Antonio otrzymał Texas Medal of Arts Award.

## Życie prywatne

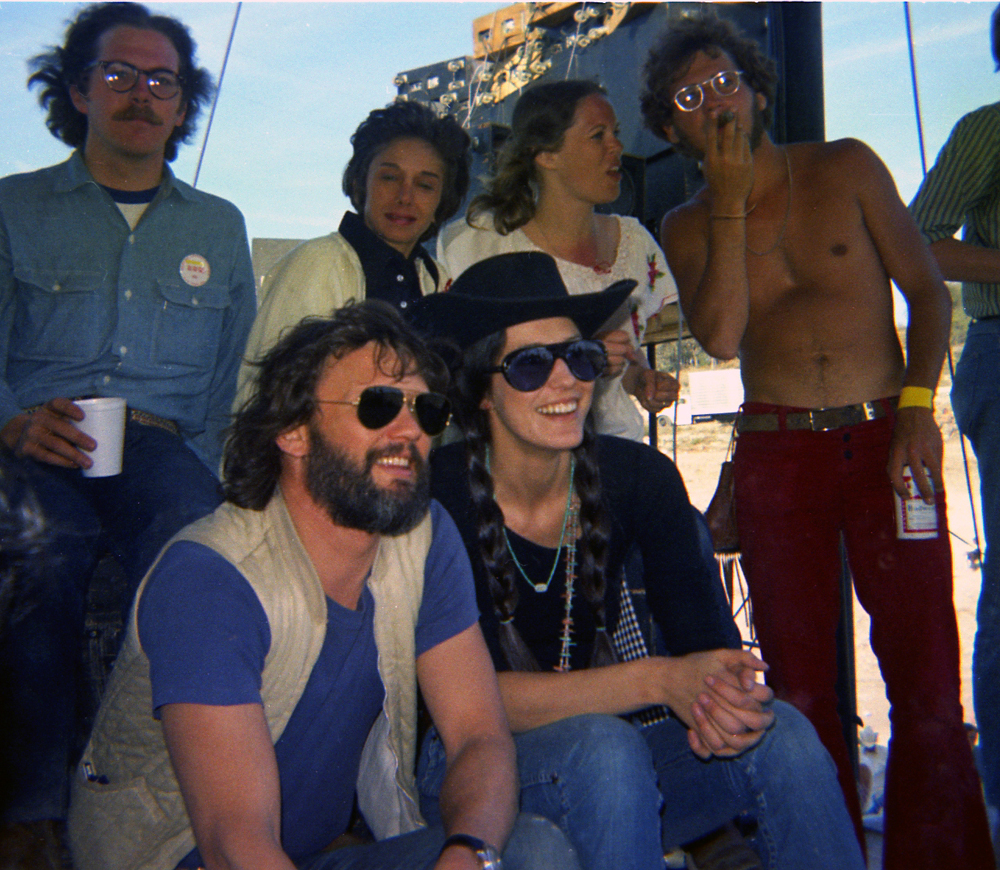
Kristofferson z Ritą Coolidge w Dripping Springs Reunion (1972)

W przeszłości nadużywał alkoholu i narkotyków. Spotykał się z Patti Davis, Cherry Vanillą, Janis Joplin (1969), Joan Baez (1970–71), Samanthą Eggar (1971), Carly Simon (1972), Barbrą Streisand (1976) i Andreą De Portago (1980).
11 lutego 1961 ożenił się z Fran Beir (wł. Frances Beer), z którą ma córkę Tracy (ur. 1962) i syna Krisa (ur. 1968), lecz z którą rozwiódł się w 1969. 17 sierpnia 1973 poślubił piosenkarkę Ritę Coolidge, z którą ma córkę Casey (ur. 1974). Jednak 26 czerwca 1980 doszło do rozwodu. 19 lutego 1983 roku po raz trzeci wziął ślub z Lisą Meyers, z którą ma pięcioro dzieci; czterech synów – Jesse’ego Turnera (ur. 1984) Jody’ego (ur. 1985), Johnny’ego (ur. 1988) i Blake’a (ur. 1994) oraz jedną córkę Kelly (ur. 1991).
Zmarł 28 września 2024 w swoim domu w Hana (na wyspie Maui), w otoczeniu rodziny.

## Filmografia

### Filmy fabularne
| Rok  | Tytuł                                                                                             | Rola                           |
| ---- | ------------------------------------------------------------------------------------------------- | ------------------------------ |
| 1971 | Ostatni film (The Last Movie)                                                                     | rybałt kowboj                  |
| 1972 | Cisco Pike                                                                                        | Cisco Pike                     |
| 1973 | Gospel Road (Gospel Road: A Story of Jesus)                                                       | wokalista                      |
| 1973 | Pat Garrett i Billy Kid (Pat Garrett and Billy the Kid)                                           | William H. Bonney/Billy Kid    |
| 1973 | Zakochany Blume (Blume in Love)                                                                   | Elmo Cole                      |
| 1974 | Dajcie mi głowę Alfredo Garcii (Bring Me the Head of Alfredo Garcia)                              | Paco                           |
| 1974 | Alicja już tu nie mieszka (Alice Doesn't Live Here Anymore)                                       | David                          |
| 1976 | Żeglarz, który utracił łaski morza (The Sailor Who Fell from Grace with the Sea)                  | Jim Cameron                    |
| 1976 | Narodziny gwiazdy (A Star Is Born)                                                                | John Norman Howard             |
| 1976 | Siła Vigilante (Vigilante Force)                                                                  | Aaron Arnold                   |
| 1976 | Taksówkarz (Taxi Driver)                                                                          | specjalne podziękowanie        |
| 1977 | Pół pary (Semi-Tough)                                                                             | Marvin 'Shake' Tiller          |
| 1978 | Konwój (Convoy)                                                                                   | Martin 'Gumowa Kaczka' Penwald |
| 1980 | Wrota niebios (Heaven’s Gate)                                                                     | James Averill                  |
| 1981 | Prolongata (Rollover)                                                                             | Hubbel Smith                   |
| 1984 | Punkt zapłonu (Flashpoint)                                                                        | Bobby Logan                    |
| 1984 | Tekściarz (Songwriter)                                                                            | Blackie Buck                   |
| 1985 | Problem w pamięci (Trouble in Mind)                                                               | Hawk                           |
| 1988 | Big Top Pee-wee                                                                                   | Mace Montana                   |
| 1989 | Millennium                                                                                        | Bill Smith                     |
| 1989 | Witaj w domu (Welcome home)                                                                       | Jake                           |
| 1990 | Sandino                                                                                           | Tom Holte                      |
| 1990 | Zapach cyklonu (Night of the Cyclone)                                                             | Stanley                        |
| 1992 | Pierwotny cel (Original Intent)                                                                   | Jack Saunders                  |
| 1993 | Rycerze (Knights)                                                                                 | Gabriel                        |
| 1993 | Papierowe serca (Paper Hearts)                                                                    | Tom                            |
| 1993 | Nie ma kryjówki (No Place to Hide)                                                                | Joe Garvey                     |
| 1995 | Armia faraona (Pharaoh's Army)                                                                    | kaznodzieja                    |
| 1996 | Na granicy (Lone Star)                                                                            | szeryf Charlie Wade            |
| 1997 | W morzu ognia (Fire Down Below)                                                                   | Orin Hanner Sr.                |
| 1998 | Miłosna samba (Dance With Me; alternatywny tytuł: Zatańcz ze mną)                                 | John Burnett                   |
| 1998 | Pradawny ląd 6: Tajemnica Jaszczurczej Skały (The Land Before Time VI: The Secret of Saurus Rock) | Doc (głos)                     |
| 1998 | Babski wieczór (Girls’ Night)                                                                     | Cody                           |
| 1998 | Blade: Wieczny łowca (Blade)                                                                      | Abraham Whistler               |
| 1998 | Córka żołnierza nie płacze (A Soldier’s Daughter Never Cries)                                     | Bill Willis                    |
| 1999 | Godzina zemsty (Payback)                                                                          | Bronson                        |
| 1999 | Porywacze (The Joyriders)                                                                         | Eddie                          |
| 1999 | W zawieszeniu (Limbo)                                                                             | Jack Johannson                 |
| 1999 | Molokai – historia ojca Damiana (Molokai: The Story of Father Damien)                             | Rudolf Meyer                   |
| 2000 | Comanche                                                                                          |                                |
| 2001 | Hotel Chelsea (Chelsea Walls)                                                                     | Bud                            |
| 2001 | Planeta Małp (Planet of the Apes)                                                                 | Karubi                         |
| 2001 | Męskie sprawy (Wooly Boys)                                                                        | Shuck                          |
| 2002 | D-Tox                                                                                             | Doc                            |
| 2002 | Blade: Wieczny łowca II (Blade II)                                                                | Whistler                       |
| 2003 | Gdzie rosną czerwone paprocie (Where the Red Fern Grows)                                          | dorosły Billy Coleman          |
| 2004 | Srebrne miasto (Silver City)                                                                      | Wes Benteen                    |
| 2004 | Blade: Mroczna trójca (Blade: Trinity)                                                            | Abraham Whistler               |
| 2005 | Obłęd (The Jacket)                                                                                | dr Thomas Becker               |
| 2005 | Historia Wendella Bakera (The Wendell Baker Story)                                                | Nasher                         |
| 2005 | Wyścig marzeń (Dreamer: Inspired by a True Story)                                                 | Pop Crane                      |
| 2006 | Disappearances                                                                                    | Quebec Bill                    |
| 2006 | Fast Food Nation                                                                                  | Rudy Martin                    |
| 2006 | Pokój 10 (Room 10, film krótkometrażowy)                                                          | Howard Davis                   |
| 2007 | I’m Not There. Gdzie indziej jestem (I’m Not There)                                               | narrator                       |
| 2008 | Kudłaty zaprzęg (Snow Buddies)                                                                    | Talon (głos)                   |
| 2009 | Błękitny deszcz (Blue Powder)                                                                     | Randall                        |
| 2009 | Kobiety pragną bardziej (He’s Just Not That Into You)                                             | Ken Murphy, tata Beth          |
| 2010 | Bloodworth                                                                                        | E.F. Bloodworth                |
| 2010 | Yohan – Barnevandreren (Yohan: The Child Wanderer)                                                | dorosły Yohan                  |
| 2012 | Motelowe życie (The Motel Life)                                                                   | Earl Hurley                    |
| 2013 | Czarny koń (Midnight Stallion)                                                                    | Jack Shepard                   |
| 2014 | San Patricios                                                                                     | Boss Flood                     |
| 2014 | Mój przyjaciel delfin 2: Ocalić Mandy (Dolphin Tale 2)                                            | Reed Haskett                   |
| 2014 | 7 minut (7 Minutes)                                                                               | Mr. B                          |
| 2016 | Traded                                                                                            | Billy                          |
| 2016 | The Red Maple Leaf                                                                                | John Francis Marshall          |
| 2017 | Hickok                                                                                            | George Knox                    |
| 2017 | Pierwsza gwiazdka (The Star)                                                                      | Stary Osioł (głos)             |
| 2017 | Abilene                                                                                           | George Knox                    |
| 2018 | Blaze                                                                                             | Edwin Fuller                   |

### Filmy TV
- 1979: Droga wolności (Freedom Road) jako Abner Lait
- 1984: Utracona część Kathryn Beck (The Lost Honor of Kathryn Beck) jako Ben Cole
- 1986: Ostatnie dni Franka i Jesse’ego Jamesa (The Last Days of Frank and Jesse James) jako Jesse James
- 1986: Krew i orchidee (Blood & Orchids) jako kapitan Curtis 'Curt' Maddox
- 1986: Dyliżans do Lordsburga (Stagecoach) jako Ringo
- 1988: Żywi lub martwi (The Tracker) jako Szlachetny Adams
- 1990: Pair of Aces jako Rip Metcalf
- 1991: Strażnicy Teksasu (Another Pair of Aces: Three of a Kind) jako Rip Metcalf
- 1992: Cud na Dzikim Zachodzie (Miracle in the Wilderness) jako Jericho Adams
- 1992: Święta w Connecticut (Christmas in Connecticut) jako Jefferson Jones
- 1993: Kłopotliwi strzelcy (Trouble Shooters: Trapped Beneath the Earth) jako Stan Mather
- 1994: Sodbusters jako Destiny
- 1995: Tad jako Abraham Lincoln
- 1995: Bracia przeznaczenia (Brothers' Destiny) jako David
- 1995: Łatwopalny (Inflammable) jako kapitan Jack Guthrie
- 1996: Miasteczko Blue Dog (Blue Rodeo)
- 1997: Fatalny rewolwer (Dead Man’s Gun) jako Narrator
- 1998: Dwóch dla Teksasu (Two for Texas) jako Hugh Allison
- 1999: NetForce jako Steve Day
- 1999: Zadawnione porachunki (Outlaw Justice) jako Tarence
- 2000: Doskonała zbrodnia w doskonałym mieście (Perfect Murder, Perfect Town: JonBenét and the City of Boulder) – Lou Smit
- 2003: Instrukcja opuszczenia (The Break) jako Izzy Patterson
- 2004: Rodzina Innocente (Lives of the Saints) jako Matthew Bok
- 2005: 14 godzin (14 Hours) jako Chuck Whortle

### Seriale TV
- 1970: Disco 2 w roli samego siebie
- 1974: Columbo odc. Swan Song[28]
- 1976: Saturday Night Live jako gość
- 1978: Muppety (The Muppets) jako gość
- 1987: Ameryka (Amerika) jako Devin Milford
- 1997-99: Fatalny rewolwer (Dead Man’s Gun) jako narrator

### Gry komputerowe
- 2005: Strzelba (Gun) jako Ned White (głos)
- 2010: Fallout: New Vegas jako zwierzchnik Hanlon (głos)

## Dyskografia

### Albumy solowe
- 1970: Kristofferson
- 1971: Me & Bobby McGee
- 1971: The Silver Tongued Devil and I
- 1972: Border Lord
- 1972: Jesus Was a Capricorn
- 1974: Spooky Lady’s Sideshow
- 1975: Who’s to Bless and Who’s to Blame
- 1976: Surreal Thing
- 1978: Easter Island (album)|Easter Island
- 1979: Shake Hands with the Devil
- 1981: To the Bone
- 1986: Repossessed
- 1990: Third World Warrior
- 1995: A Moment of Forever
- 1998: The Country Collection
- 1999: The Austin Sessions
- 2006: This Old Road
- 2009: Closer to the Bone
- 2013: Feeling Mortal

### ZRitą Coolidge
- 1973: Full Moon
- 1974: Breakaway
- 1978: Natural Act

### ZThe Highwaymen[29]
- 1985: Highwaymen (Columbia)
- 1986: Live (Image)
- 1990: Highwayman 2 (Columbia)
- 1995: The Road Goes on Forever (Liberty)
- 1995: Highwaymen Ride Again (Sony)
- 1999: Super Hits (Columbia)
- 2005: The Road Goes on Forever [Bonus Tracks] (Capitol/EMI)
- 2005: The Road Goes on Forever [CD & DVD] (Capitol)
- 2005: Country Legends (DeLuxe Holland)

## Nagrody
| Rok  | Nagroda                               | Kategoria                                          | Tytuł                                           |
| ---- | ------------------------------------- | -------------------------------------------------- | ----------------------------------------------- |
| 1970 | Nagroda Country Music Association     | Piosenka roku                                      | „Sunday Mornin' Comin' Down”                    |
| 1971 | Nagroda Grammy                        | Najlepsza piosenka country                         | „Help Me Make It Through the Night”             |
| 1973 | Nagroda Grammy                        | Najlepsza piosenka country                         | „From The Bottle To The Bottom” z Ritą Coolidge |
| 1975 | Nagroda Grammy                        | Najlepszy występ country w duecie lub grupie       | „Lover Please” z Ritą Coolidge                  |
| 1976 | Złoty Glob                            | Najlepszy aktor w filmie komediowym lub musicalu   | Narodziny gwiazdy (1976)                        |
| 1985 | Nagroda Akademii Muzyki Country       | Singiel roku                                       | „Highwayman”                                    |
| 1987 | Nagrody Dziedzictwa Zachodniego       | Brązowy Kowboj                                     | Stagecoach (1986)                               |
| 1999 | Nagrody Dziedzictwa Zachodniego       | Brązowy Kowboj                                     | Bohaterowie Teksasu (1998)                      |
| 2003 | Americana Music Honors & Awards       | Nagroda wolnej przemowy                            | –                                               |
| 2003 | Nagrody Złotego Buta                  | Złoty But                                          | –                                               |
| 2005 | Nagroda Akademii Muzyki Country       | Nagroda Cliffie Stone Pioneer                      | –                                               |
| 2013 | Nagroda Akademii Muzyki Country       | Nagroda poetów                                     | –                                               |
| 2014 | Nagroda Grammy                        | Grammy Lifetime Achievement Award                  | –                                               |
| 2017 | Texas Medal of Arts Award             |                                                    | –                                               |
| 2019 | Nagrody Stowarzyszenia Muzyki Country | Nagroda za całokształt twórczości Williego Nelsona | –                                               |